# Hendrik Anthony Kramers
Hendrik Anthony Kramers (neerlandès: Hans Kramers)  (Rotterdam, 17 de desembre de 1894 - Oegstgeest, 24 d'abril de 1952) va ser un físic i matemàtic neerlandès.

## Vida i Obra
Tercer fill d'un metge, Kramers, conegut pels seus amics com Hans, va ser escolaritzat a Rotterdam. El 1912 va entrar a la universitat de Leiden per estudiar física i matemàtiques. El 1916 es va graduar, estudiant sobre tot física teòrica amb Paul Ehrenfest. Després d'uns mesos donant classes a un institut de secundària a Arnhem, Kramers va decidir que necessitava estudis internacionals, però la Primera Guerra Mundial li impedia viatjar. Per això va decidir anar a Dinamarca (un altre país neutral com el seu) on es trobava Niels Bohr a la universitat de Copenhaguen. Es va convertir en el seu primer assistent i durant quatre anys (1916-1920) van compartir la mateixa habitació.
El 1919 va defensar la seva tesi doctoral a la universitat de Leiden, però va continuar com a professor a Copenhagen fins al 1926, en que va ser nomenat professor de la universitat d'Utrecht. A partir de 1931 va simultaniejar els seus càrrecs amb docència a la universitat Tècnica de Delft. El 1934 va retornar a Laiden per a substituir el seu professor, Ehrenfest, que havia mort l'any anterior. Els anys de la Segona Guerra Mundial va ser durs per a ell ja que les universitats holandeses van ser clausurades pels ocupants nazis i ell va haver de treballar d'assessor de l'empresa petroliera Bataafsche Petroleum Maatschappij. Aquesta feina l'obligava a anar a Amsterdam i aprofitava les tardes dels divendres per visitar un antic alumne seu, jueu, que estava amagat a casa d'uns amics.
Kramer va rebre forces guardons i honors i va ser president del comitè científic de la Comissió d'Energia Atòmica de les Nacions Unides i de la Unió Internacional de Física Pura i Aplicada.
Els seus treballs de la época de Copenhagen va ser fonamental en mecànica quàntica. En retornar al seu país, va treballar en diversos camps de la física teòrica: el formalisme matemàtic de la mecànica quàntica, el paramagnetisme i ferromagnetisme, la teoria cinètica i estadística i el formalisme relativístic de la teoria de partícules. Sempre des del punt de vista estrictament teòric, no experimental.